# Capillaria gracilis
Capillaria gracilis is een rondwormensoort uit de familie van de Trichuridae. De wetenschappelijke naam van de soort is voor het eerst geldig gepubliceerd in 1840 door Bellingham.